# Émile Blanchet
Émile Blanchet (Le Havre, 21 settembre 1886 – Le Havre, 1º aprile 1967) è stato un arcivescovo cattolico francese.

## Biografia
Figlio di Louis Émile Blanchet, impiegato commerciale, e di Marie Michel, Émile Blanchet iniziò la sua formazione presso i lasalliani di Saint-Michel di Le Havre e la prosegue presso l'istituto Saint-Joseph della stessa città tra il 1898 e il 1903. Entrò poi nel seminario di Rouen fino al 1906, quando tornò a insegnare storia al Saint-Joseph, mentre si preparava alla laurea in lettere. Alcuni problemi di salute lo costrinsero a interrompere le sue attività; fu quindi inviato in un sanatorio a Davos, in Svizzera, dove rimase fino al 1910. Durante la Prima guerra mondiale, lavorò come infermiere presso l'Institution Saint-Joseph, che era stata trasformata in un ospedale militare. Pur continuando a insegnare, dopo la guerra riprese gli studi, laureandosi in filosofia all'Università di Caen nel 1922.
Al suo ritorno dalla Svizzera nel 1910, Émile Blanchet tornò all'istituto Saint-Joseph, dove insegnò filosofia. Fu ordinato sacerdote il 29 giugno 1911 da Frédéric Fuzet. Fu nominato direttore degli studi nel 1922 e poi superiore dell'istituto nel 1930.

### Vescovo di Saint-Dié
Il 7 ottobre 1940 fu nominato vescovo di Saint-Dié e, il 30 novembre 1940, consacrato a Le Havre nella chiesa di Notre-Dame. Le autorità tedesche di occupazione non gli rilasciarono il lasciapassare necessario per recarsi a Saint-Dié, città vescovile situata nella "zona proibita" del Dipartimento dei Vosgi, al confine tra la zona occupata e la Germania. Blanchet ottenne un salvacondotto per entrare nella zona libera, poi lasciò Le Havre senza avvisare nessuno, salì sul treno alla Gare de l'Est, attraversò la linea di demarcazione senza incidenti e, il 24 gennaio 1941, riuscì infine a raggiungere Épinal e poi Saint-Dié. Dovette far fronte alla carenza di sacerdoti che erano stati fatti prigionieri in Germania ovvero erano stati richiesti dal servizio di lavoro obbligatorio. Si comportò con coraggio di fronte alle forze di occupazione, sostenendo i suoi sacerdoti nella Resistenza. A Saint-Dié, collaborò a fianco del sindaco e del sottoprefetto per cercare di evitare che la città fosse incendiata. Tra settembre e dicembre 1944, confortò gli abitanti della città devastata con nove discorsi.

### Rettore dell'Institut catholique de Paris
Il 26 giugno 1946 fu nominato rettore dell'Institut Catholique de Paris e, il 10 ottobre successivo, vescovo titolare di Lero. Durante i suoi anni di rettorato, l'ICP ebbe una forte espansione: il numero di studenti e di insegnanti triplicò.
Il 10 maggio 1960 fu elevato alla dignità arcivescovile ricevendo il titolo di Filippopoli di Tracia. Successivamente partecipò alle quattro sessioni del Concilio Vaticano II.
Lasciò ogni incarico accademico alla fine dell'anno scolastico 1965-1966, per ritirarsi a vita privata a Parigi e poi a Le Havre, dove si spense il 1º aprile 1967.
Nel 1956 fu eletto membro dell'Académie des sciences, belles-lettres et arts de Rouen.

## Genealogia episcopale
La genealogia episcopale è:
- Cardinale Scipione Rebiba
- Cardinale Giulio Antonio Santori
- Cardinale Girolamo Bernerio, O.P.
- Arcivescovo Galeazzo Sanvitale
- Cardinale Ludovico Ludovisi
- Cardinale Luigi Caetani
- Cardinale Ulderico Carpegna
- Cardinale Paluzzo Paluzzi Altieri degli Albertoni
- Papa Benedetto XIII
- Papa Benedetto XIV
- Papa Clemente XIII
- Cardinale Marcantonio Colonna
- Cardinale Giacinto Sigismondo Gerdil, B.
- Cardinale Giulio Maria della Somaglia
- Cardinale Carlo Odescalchi, S.I.
- Vescovo Eugène de Mazenod, O.M.I.
- Cardinale Joseph Hippolyte Guibert, O.M.I.
- Cardinale François-Marie-Benjamin Richard de la Vergne
- Vescovo Marie-Prosper-Adolphe de Bonfils
- Cardinale Louis-Ernest Dubois
- Cardinale Pierre Petit de Julleville
- Arcivescovo Émile Blanchet

## Onorificenze
- 9 maggio 1960: Ufficiale della Legion d'onore;[1]

Inoltre, gli fu conferita la Médaille de la reconnaissance Française e fu nominato Commendatore dell'Ordine di Leopoldo II.